# Serie Latinoamericana 2016
La Serie Latinoamericana 2016 fue la cuarta edición de la Serie Latinoamericana, evento deportivo de béisbol disputado por los equipos campeones de las ligas invernales profesionales que conforman la Asociación Latinoamericana de Béisbol Profesional (ALBP): Colombia (LCBP), México (LIV), Nicaragua (LBPN) y Panamá (LPBP). Se llevó a cabo en el Estadio Nacional Dennis Martínez, en Managua, Departamento de Managua, Nicaragua, del 26 al 31 de enero de 2016.

## Formato del torneo
La cuarta edición de la Serie Latinoamericana se jugará de la siguiente manera:
Los horarios corresponden a la hora de Managua (UTC-6)
Jornada Inaugural. (martes 26 de enero) 
- (Juego 1) 13:30 horas México vs. Colombia
- (Juego 2) 18:30 horas Panamá vs. Nicaragua

Segunda jornada. (miércoles 27 de enero)
- (Juego 3) 13:30 horas Panamá vs. México
- (Juego 4) 18:30 horas Colombia vs. Nicaragua

Tercera jornada. (jueves 28 de enero) 
- (Juego 5) 16:00 horas Colombia vs. Panamá
- (Juego 6) 19:00 horas México vs. Nicaragua

Cuarta jornada. (sábado 30 de enero)
- (Juego 7) 17:00 horas (Playoff Semifinal)

Jornada final. (domingo 31 de enero)
- (Juego 8) 17:00 horas (Gran Final)

## Equipos participantes
Los equipos participantes en el torneo fueron los campeones de sus respectivas ligas:
| País      | Liga                                   | Equipo               |
| --------- | -------------------------------------- | -------------------- |
| Colombia  | Liga Colombiana de Béisbol Profesional | Caimanes de Lorica   |
| México    | Liga Invernal Veracruzana              | Tobis de Acayucan    |
| Nicaragua | Liga de Béisbol Profesional Nacional   | Gigantes de Rivas    |
| Panamá    | Liga Profesional de Béisbol de Panamá  | Nacionales de Panamá |

## Fase regular
Se enfrentaron todos los equipos en tres jornadas. El primer lugar clasificó directo a la final, el segundo y tercer lugar jugaron un partido más para definir al otro finalista de la Serie.

### Posiciones
| Pos | Equipo               | JJ | JG | JP | AVG. | Dif |
| --- | -------------------- | -- | -- | -- | ---- | --- |
| 1.  | Gigantes de Rivas    | 3  | 2  | 1  | .667 | —   |
| 2.  | Nacionales de Panamá | 3  | 2  | 1  | .667 | —   |
| 3.  | Tobis de Acayucan    | 3  | 1  | 2  | .333 | 1.0 |
| 4.  | Caimanes de Lorica   | 3  | 1  | 2  | .333 | 1.0 |

Nota: Para definir al primer lugar cuando dos equipos están empatados, las reglas del torneo definen que el anfitrión tiene la ventaja en estos casos, por esta razón Nicaragua clasificó directo a la final.
|  | Clasificado a la final del campeonato.          |
|  | Clasificado a la semifinal.                     |
|  | Jugaron un partido extra previo a la semifinal. |

### Resultados

#### Juego 1
| Equipo             | 1 | 2 | 3 | 4 | 5 | 6 | 7 | 8 | 9 | C | H  | E |
| ------------------ | - | - | - | - | - | - | - | - | - | - | -- | - |
| Tobis de Acayucan  | 0 | 0 | 0 | 2 | 0 | 2 | 0 | 0 | 5 | 9 | 10 | 1 |
| Caimanes de Lorica | 1 | 0 | 0 | 0 | 0 | 1 | 1 | 0 | 0 | 3 | 9  | 4 |

LG: Jasiel Acosta (1-0);  LP: Randy Consuegra (0-1);  SV: Jonathan Sintes (1).  

#### Juego 2
| Equipo               | 1 | 2 | 3 | 4 | 5 | 6 | 7 | 8 | 9 | 10 | C | H  | E |
| -------------------- | - | - | - | - | - | - | - | - | - | -- | - | -- | - |
| Nacionales de Panamá | 3 | 0 | 0 | 0 | 0 | 0 | 0 | 0 | 0 | 3  | 6 | 10 | 0 |
| Gigantes de Rivas    | 0 | 1 | 0 | 0 | 1 | 1 | 0 | 0 | 0 | 0  | 3 | 10 | 2 |

LG: Franquelis Osoria (1-0);  LP: José Sáenz (0-1);  SV: No hubo.  
HRs:  NAC – Carlos Xavier Quiroz (1).

#### Juego 3
| Equipo               | 1 | 2 | 3 | 4 | 5 | 6 | 7 | 8 | 9 | C | H | E |
| -------------------- | - | - | - | - | - | - | - | - | - | - | - | - |
| Nacionales de Panamá | 0 | 0 | 0 | 0 | 0 | 0 | 0 | 4 | 0 | 4 | 7 | 1 |
| Tobis de Acayucan    | 0 | 0 | 0 | 0 | 0 | 0 | 0 | 2 | 0 | 2 | 5 | 1 |

LG: Eliecer Navarro (1-0);  LP: Juan Grijalva (0-1);  SV: Franquelis Osoria (1).  
HRs:  TOB – Karim García (1).

#### Juego 4
| Equipo             | 1 | 2 | 3 | 4 | 5 | 6 | 7 | 8 | 9 | C | H  | E |
| ------------------ | - | - | - | - | - | - | - | - | - | - | -- | - |
| Caimanes de Lorica | 0 | 1 | 0 | 0 | 0 | 0 | 0 | 0 | 0 | 1 | 10 | 1 |
| Gigantes de Rivas  | 0 | 0 | 3 | 1 | 0 | 0 | 0 | 0 | X | 4 | 7  | 0 |

LG: Roger Luque (1-0);  LP: Porfirio López (0-1);  SV: Berman Espinoza (1).  

#### Juego 5(enlace rotodisponible enInternet Archive; véase elhistorial, laprimera versióny laúltima).
| Equipo               | 1 | 2 | 3 | 4 | 5 | 6 | 7 | 8 | 9 | C | H  | E |
| -------------------- | - | - | - | - | - | - | - | - | - | - | -- | - |
| Caimanes de Lorica   | 0 | 2 | 0 | 0 | 0 | 0 | 0 | 1 | 1 | 4 | 11 | 1 |
| Nacionales de Panamá | 0 | 0 | 0 | 0 | 0 | 1 | 0 | 0 | 0 | 1 | 6  | 2 |

LG: Charlie Gillies (1-0);  LP: Abdiel Velásquez (0-1);  SV: Ángel Tovar (1).  

#### Juego 6
| Equipo            | 1 | 2 | 3 | 4 | 5 | 6 | 7 | 8 | 9 | C | H | E |
| ----------------- | - | - | - | - | - | - | - | - | - | - | - | - |
| Tobis de Acayucan | 0 | 0 | 0 | 0 | 0 | 0 | 0 | 0 | 0 | 0 | 6 | 1 |
| Gigantes de Rivas | 0 | 0 | 0 | 0 | 0 | 0 | 0 | 1 | X | 1 | 7 | 0 |

LG: José Villegas (1-0);  LP: José Luis Pérez (0-1);  SV: José Sáenz (1).  

## Juego de desempate
Se disputó entre el tercero y el cuarto de la fase regular; el ganador obtuvo el pase a la semifinal, mientras que el perdedor finalizó cuarto de la Serie.

### Juego 7
| Equipo             | 1 | 2 | 3 | 4 | 5 | 6 | 7 | 8 | 9 | C | H | E |
| ------------------ | - | - | - | - | - | - | - | - | - | - | - | - |
| Caimanes de Lorica | 0 | 0 | 0 | 0 | 0 | 0 | 0 | 1 | 0 | 1 | 6 | 0 |
| Tobis de Acayucan  | 0 | 0 | 0 | 0 | 0 | 0 | 0 | 0 | 0 | 0 | 5 | 0 |

LG: Erick Gonsalvez (1-0);  LP: Omar Espinoza (0-1);  SV: Luis Liria (1).  

## Semifinal
Se disputó entre el segundo de la fase regular y el ganador del juego de desempate; el ganador obtuvo el pase a la final, mientras que el perdedor finalizó tercero de la Serie.

### Juego 8(enlace rotodisponible enInternet Archive; véase elhistorial, laprimera versióny laúltima).
| Equipo               | 1 | 2 | 3 | 4 | 5 | 6 | 7 | 8 | 9 | C | H | E |
| -------------------- | - | - | - | - | - | - | - | - | - | - | - | - |
| Caimanes de Lorica   | 0 | 1 | 0 | 0 | 0 | 0 | 0 | 2 | 0 | 3 | 7 | 0 |
| Nacionales de Panamá | 0 | 0 | 0 | 0 | 0 | 0 | 0 | 0 | 0 | 0 | 5 | 0 |

LG: Arismendy Motta (1-0);  LP: Davis Romero (0-1);  SV: Luis Liria (2).  

## Final
Se jugó entre el ganador de la fase regular y el ganador de la semifinal, con la única ventaja de haber descansado dos días el equipo clasificado como primero.

### Juego 9(enlace rotodisponible enInternet Archive; véase elhistorial, laprimera versióny laúltima).
| Equipo             | 1 | 2 | 3 | 4 | 5 | 6 | 7 | 8 | 9 | C  | H  | E |
| ------------------ | - | - | - | - | - | - | - | - | - | -- | -- | - |
| Caimanes de Lorica | 2 | 0 | 0 | 1 | 0 | 0 | 0 | 0 | 0 | 3  | 7  | 3 |
| Gigantes de Rivas  | 0 | 5 | 1 | 0 | 1 | 0 | 0 | 5 | X | 12 | 15 | 2 |

LG: Paul Estrada (1-0);  LP: Erick Gonsalvez (1-1);  SV: No hubo.  

| Nicaragua                               |
| Campeón Gigantes de Rivas Primer título |

## Líderes
A continuación se muestran a los líderes individuales tanto de bateo como de pitcheo del torneo.
| Categoría           | Jugador                                                                                            | Marca |
| ------------------- | -------------------------------------------------------------------------------------------------- | ----- |
| Porcentaje          | Yurendell de Caster (Gigantes)                                                                     | .455  |
| Carreras Producidas | José Castañeda (Tobis) Ofilio Castro (Gigantes)                                                    | 3     |
| Home Runs           | Carlos Xavier Quiroz (Nacionales) Karim García (Tobis)                                             | 1     |
| Carreras Anotadas   | Dwight Britton (Gigantes)                                                                          | 4     |
| Hits                | Fidel Peña (Caimanes)                                                                              | 10    |
| Dobles              | Gerson Montilla (Caimanes)                                                                         | 3     |
| Triples             | Ofilio Castro (Gigantes) Karim García (Tobis) Jorge Bishop (Nacionales) Gerson Montilla (Caimanes) | 1     |

| Categoría       | Jugador | Marca |
| --------------- | --- | ----- |
| Efectividad     | Sergio Lizárraga (Tobis) Ronald Ramírez (Caimanes) Jonathan Sintes (Tobis) Randy Consuegra (Caimanes) Jonathan Aristil (Gigantes) Eliecer Navarro (Nacionales) Jorge Luis Ibarra (Tobis)                                                   | 0.00  |
| Juegos Ganados  | Jasiel Acosta (Tobis) Franquelis Osoria (Nacionales) Eliecer Navarro (Nacionales) Roger Luque (Gigantes) Charlie Gillies (Caimanes) José Villegas (Gigantes) Erick Gonsalvez (Caimanes) Arismendy Motta (Caimanes) Paul Estrada (Gigantes) | 1     |
| Ponches         | Paul Estrada (Gigantes) | 11    |
| WHIP            | Eliecer Navarro (Nacionales) | 0.43  |
| Juegos Salvados | Luis Liria (Caimanes) | 2     |

## Estadísticas colectivas en la fase regular
La Serie Latinoamericana del 2016 contó con las siguientes estadísticas colectivas.

### Bateo
| Pos | Equipo               | G | R  | Hit | AVG  | 2B | 3B | HR | SLUG | RBI | SB | E  | SO |
| --- | -------------------- | - | -- | --- | ---- | -- | -- | -- | ---- | --- | -- | -- | -- |
| 1.  | Caimanes de Lorica   | 4 | 9  | 36  | .269 | 9  | 0  | 0  | .336 | 8   | 4  | 6  | 29 |
| 2.  | Gigantes de Rivas    | 3 | 8  | 24  | .267 | 2  | 1  | 0  | .300 | 7   | 1  | 2  | 14 |
| 3.  | Nacionales de Panamá | 3 | 11 | 23  | .237 | 1  | 1  | 1  | .309 | 9   | 0  | 3  | 24 |
| 4.  | Tobis de Acayucan    | 4 | 11 | 26  | .218 | 5  | 1  | 1  | .303 | 8   | 4  | 3  | 15 |
|     | Total                |   | 39 | 109 | .248 | 17 | 3  | 2  | .314 | 32  | 9  | 14 | 82 |

**Abreviaciones:  G=Juegos, R=Carreras Anotadas, H=Hits, AVG=Porcentaje de bateo, 2B=Dobles, 3B=Triples, HR=Home Runs, SLUG=Potencia de Bateo, RBI=Carreras Impulsadas, SB=Robo de Bases, E=Errores, SO=Strike Out

### Pitcheo
| Pos | Equipo               | G | W | L | SV | Hit | 2B | 3B | HR | R  | SO | BB | ERA  |
| --- | -------------------- | - | - | - | -- | --- | -- | -- | -- | -- | -- | -- | ---- |
| 1.  | Gigantes de Rivas    | 3 | 2 | 1 | 2  | 26  | 3  | 1  | 1  | 7  | 23 | 12 | 1.61 |
| 2.  | Tobis de Acayucan    | 4 | 1 | 3 | 1  | 29  | 7  | 0  | 0  | 9  | 29 | 10 | 1.80 |
| 3.  | Caimanes de Lorica   | 4 | 2 | 2 | 2  | 28  | 4  | 2  | 0  | 14 | 10 | 15 | 2.06 |
| 4.  | Nacionales de Panamá | 3 | 2 | 1 | 1  | 26  | 3  | 0  | 1  | 9  | 20 | 7  | 2.25 |
|     | Total                |   | 7 | 7 | 6  | 109 | 17 | 3  | 2  | 39 | 82 | 44 | 1.93 |

**Abreviaciones:  G=Juegos, W=Juegos Ganados, L=Juegos Perdidos, SV=Juegos Salvados, H=Hits, 2B=Dobles, 3B=Triples, HR=Home Run, R=Carreras Permitidas, SO=Strike Out, BB=Bases por bola, Era=Efectivdad

## Equipo ideal
A continuación se muestra al Equipo ideal del torneo.
| Posición            | Jugador              | Equipo               |
| ------------------- | -------------------- | -------------------- |
| Lanzador            | Ronald Ramírez       | Caimanes de Lorica   |
| Receptor            | Luis Allen*          | Gigantes de Rivas    |
| Primera base        | Carlos Xavier Quiroz | Nacionales de Panamá |
| Segunda base        | Jimmy González       | Gigantes de Rivas    |
| Tercera base        | José Castañeda       | Tobis de Acayucan    |
| Parador en corto    | Eduardo Thomas       | Nacionales de Panamá |
| Jardinero izquierdo | Fidel Peña           | Caimanes de Lorica   |
| Jardinero central   | Efraín Contreras     | Caimanes de Lorica   |
| Jardinero derecho   | Karim García         | Tobis de Acayucan    |

*  Fue nombrado el Jugador Más Valioso de la IV Edición de la Serie Latinoamericana.

## Grandes Ligas
Estos son los jugadores y exjugadores de Grandes Ligas que participaron en el torneo.
| Nombre              | Equipo               | Posición          | Último equipo GL            | Años en GL |
| ------------------- | -------------------- | ----------------- | --------------------------- | ---------- |
| Rubén Rivera        | Nacionales de Panamá | Lanzador          | San Francisco Giants (2003) | 9          |
| Luis Durango        | Nacionales de Panamá | Jardinero central | Houston Astros (2011)       | 3          |
| Davis Romero        | Nacionales de Panamá | Lanzador          | Toronto Blue Jays (2016)    | 1          |
| Franquelis Osoria   | Nacionales de Panamá | Lanzador          | Pittsburgh Pirates (2008)   | 4          |
| Manny Corpas        | Tobis de Acayucan    | Lanzador          | Colorado Rockies (2013)     | 7          |
| Yurendell de Caster | Gigantes de Rivas    | Tercera base      | Pittsburgh Pirates (2006)   | 1          |